# Julius Winckel
Julius Winckel (* 4. November 1857 in Langenholtensen; † 11. Oktober 1941 in München) war ein deutscher Jurist und Konsularbeamter.

## Leben
Als Sohn eines Forstmeisters besuchte Winckel das Königliche Gymnasium Salzwedel. Nach dem Abitur studierte er ab 1877 an der Universität Jena Rechtswissenschaft. Im 1. Semester wurde er Fuchs im Corps Thuringia Jena. Als Inaktiver wechselte er an die
Friedrich-Wilhelms-Universität zu Berlin und die Philipps-Universität Marburg. Am 23. Oktober 1880 bestand er das Referendarexamen. 1881/82 diente er als Einjährig-Freiwilliger. Am 1. Dezember 1884 wurde er zum Dr. iur. promoviert. Gerichtsreferendar war er seit dem 10. November 1880 im kgl. preußischen und seit dem 1. Oktober 1882 im kgl. bayerischen Justizdienst. Vom 1. Mai 1885 bis zum 31. August 1889 war er Domanialassessor und Rechtskonsultant der Gräflich Castellschen Standesherrschaft. Seit dem 23. Dezember 1890 Assessor, wechselte er am 8. Januar 1893 in den bayerischen Verwaltungsdienst.

### Russland und Dänemark
Am 13. Dezember 1892 in den Auswärtigen Dienst (konsularische Laufbahn) einberufen, diente er in den Abteilungen III (Recht) und II (Handelspolitik). Im April 1895 wurde er zum Generalkonsulat in Sankt Petersburg entsandt. Seit Juli 1896 charakterisierter  Vizekonsul, kam er am 20. Januar 1897 zum Generalkonsulat in Odessa. Im Frühjahr 1897 wurde er kommissarisch beim Generalkonsulat Konstantinopel beschäftigt und mit der kommissarischen Leitung der Konsulate Smyrna, Moskau (1898) und Rostow (1900) betraut. 1902 zum Konsul ernannt, war er im Anfang 1903 kommissarischer Leiter des Generalkonsulats Odessa und des Konsulats Kaunas. Im Juni 1903 kehrte er als Referent für Schifffahrtsangelegenheiten in die Abt. II des AA zurück. Seit Oktober 1903 ständiger Hilfsarbeiter und seit Januar 1904 charakterisierter Legationsrat, ging er am 7. April 1906 als Konsul nach Helsinki. Kommissarisch leitete er von dort im Sommer 1909 für gut drei Wochen das Generalkonsulat Kopenhagen und 1910 die Konsulate in Rotterdam und Kaunas.

### Albanien
Am 14. November 1911 wurde er auf sieben Jahre als Konsul nach Triest entsandt. Am 28. August 1913 als Generalkonsul charakterisiert, war er vom 15. Oktober 1913 bis zum 6. August 1914 deutscher Vertreter in der Internationalen Kontrollkommission (Albanien), erst in Vlora, dann in Durrës. In Vlora war 1912 Albaniens Unabhängigkeit ausgerufen worden; bis 1914 war die Stadt Sitz der ersten provisorischen Regierung von Albanien. Die Kommission bestand aus den Vertretern von sechs europäischen Großmächten und einem albanischen Bevollmächtigten. Sie kontrollierte die neue albanische Zivilverwaltung und ihre Finanzen. Winckel galt als kränkelnd und wehleidig und sprach weder Albanisch noch Türkisch. Im November 1913 von einem tollwutverdächtigen Hund gebissen, verließ er seinen Posten und das Land für ein Monat. Während dieser Zeit schickte das Auswärtige Amt den jungen Legationsrat Rudolf Nadolny als Vertreter. Im August 1914 wurde Winckel von seinem Posten in Albanien aus gesundheitlichen Gründen beurlaubt. Am 7. Dezember 1918 in den einstweiligen Ruhestand versetzt, lebte Winckel in München, dann in Lenggries, Stuttgart und zuletzt wieder in München.